# 韦斯特尔·韦罗璧
韦斯特尔·伍德伯里·韦罗璧（英語：Westel Woodbury Willoughby，1867年7月20日—1945年3月25日），是美国的学者，威廉·韦罗贝的孪生兄弟，1917年应北洋政府邀请，担任一年的宪法和法律顾问。之后在1921年、1924年、1925年、1931年担任北洋政府代表团的顾问。